# Aspergillosi intracavitaria
L' Aspergillosi intracavitaria  è una delle forme con la quale può manifestarsi l'infezione polmonare da fungo del genere Aspergillus.
In tale forma il fungo, in presenza di fattori che ne favoriscano la crescita, colonizza cavità preesistenti, come le bronchiectasie o le caverne tubercolari. Si vengono così a creare delle formazioni rotondeggianti di qualche centimetro di diametro, chiamate aspergillomi, che rappresentano una delle forme più frequenti di micetoma. 
Tale malformazione la si ritrova soprattutto nei lobi superiori.

## Fattori di rischio
Sono fattori di rischio per la persona: impianti di ventilazione contaminati, asma, AIDS, precedenti terapie con uso eccessivo di corticosteroidi e farmaci immunosoppressivi.

## Sintomatologia
Spesso risulta asintomatico. Altre volte si presenta emoftoe.

## Eziologia
L'Aspergillus appartiene alla classe dei Deuteromycetes. Esistono più di 300 specie di tali funghi: uno di essi, l'Aspergillus fumigatus è il responsabile dell'aspergillosi. Può infettare sia i polmoni che i vasi sanguigni.

## Esami
La radiografia del torace mostra formazioni cavitarie di aspetto irregolare, reperto confermato dalle immagini TC. La conferma avviene tramite esame microscopico dell'espettorato e delle biopsie.

## Terapie
L'uso di farmaci quali gli antimicotici risulta sovente inutile. In casi estremi si utilizza l'escissione chirurgica o la lobectomia se l'emottisi procura ingenti danni all'organismo.

## Prognosi
La prognosi risulta infausta, soprattutto se alla malattia si associano altre manifestazioni come il diabete.